# Sucre (Aragua)
Sucre é um município da Venezuela localizado no estado de Aragua.
A capital do município é a cidade de Cagua.